# Pristimantis yuruaniensis
Espèce
Pristimantis yuruaniensis est une espèce d'amphibiens de la famille des Craugastoridae.

## Répartition
Cette espèce est endémique de l'État de Bolívar au Venezuela. Elle se rencontre à Gran Sabana vers 2 300 m d'altitude sur le tepuy Yuruaní.

## Étymologie
Son nom d'espèce, composé de yuruani et du suffixe latin -ensis, « qui vit dans, qui habite », lui a été donné en référence au lieu de sa découverte.

## Publication originale
- Rödder & Jungfer, 2008 : A new Pristimantis (Anura, Strabomantidae) from Yuruaní-tepui, Venezuela. Zootaxa, no 1814, p. 58–68.